# Sibila Cumana (Miguel Ángel)
La Sibila Cumana, de 350 x 380 cm, es un fresco de Miguel Ángel de 1508-1510 y forma parte de la decoración de la bóveda de la Capilla Sixtina, en los Museos Vaticanos de Roma, encargada por el papa Julio II.

## Historia
Al pintar la bóveda, Miguel Ángel procedió desde el tramo cerca de la puerta de entrada, la usada durante las entradas solemnes a la capilla del pontífice y su séquito, hasta la parte sobre el altar. La Cumana así pues, que se encuentra en el quinto tramo a partir de la puerta, fue una de las figuras de la primera fase del segundo bloque, datable en el otoño de 1511.

## Descripción y estilo

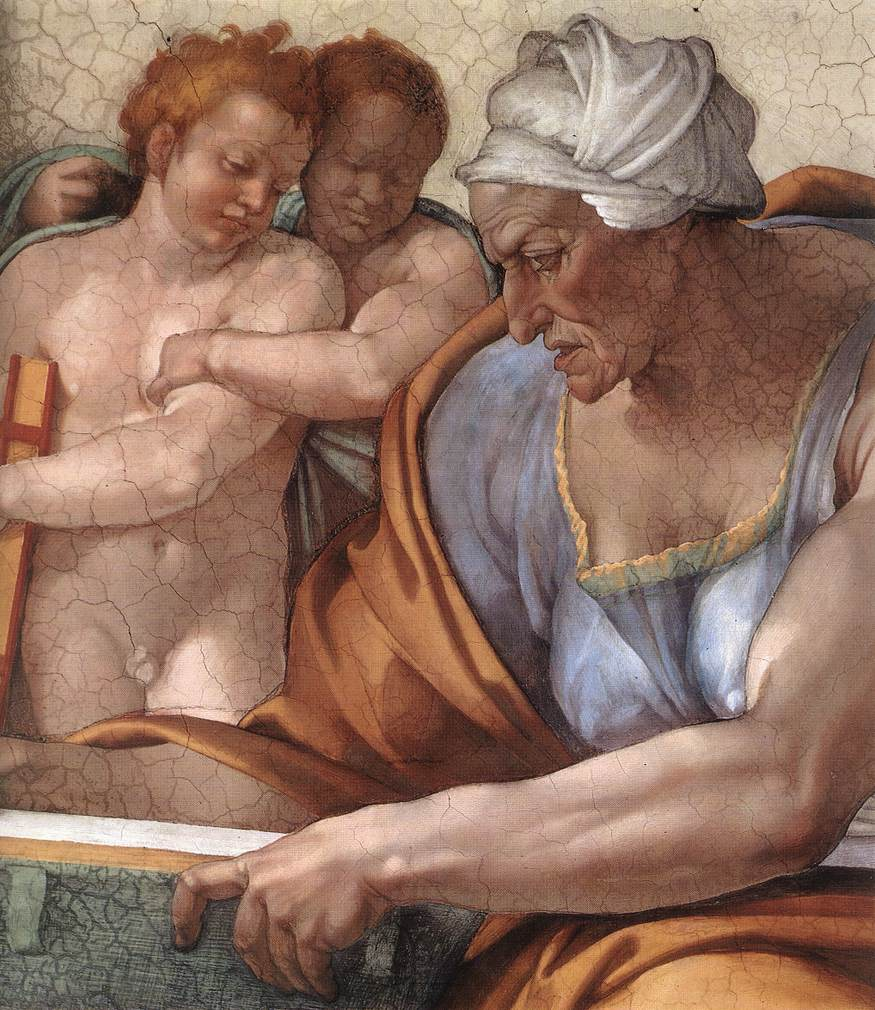
Detalle.

La Sibila Cumana forma parte de la serie de los Videntes, colocados sobre amplios tronos arquitectónicos fingidos sobre las ménsulas. Cada uno de ellos está acompañado de un par de jóvenes asistentes y sobre un gran asiento marmóreo, entre dos pilares con fingidos altorrelieves de amorcillos por parejas, en varias posiciones. Su nombre está escrito (en este caso CVMAEA) en igualmente simuladas tablitas bajo la plataforma que hace de base al trono, sostenidas por otro amorcillo.
La posición de la Cumana en el tramo central de la bóveda recuerda su fundamental profecía relatada por Virgilio en la IV égloga de las Bucólicas, en la que predice el nacimiento de un niño en el reinado de Augusto que dará origen a una nueva Edad de Oro: esta es la profecía más importante en el contexto pagano reinterpretada en clave cristiana, que abrió el camino para la conexión entre la cultura clásica y la doctrina cristiana del Humanismo. De hecho, se consideraba que toda la humanidad en la fase antigua había vivido a la espera de la "Buena Nueva" y que Dios, aunque se había manifestado más directamente a los profetas del Antiguo Testamento, había transmitido fragmentos de la Revelación también a los paganos, especialmente por medio de las sibilas, sacerdotisas y videntes.
La Sibila Cumana aparece como una mujer mayor de complexión gigantesca y masculina (sobre todo en el musculoso brazo desnudo delante), de tez morena y el rostro arrugado, de rasgos marcados. El poderoso volumen, resaltado por el sombreado profundo, le otorga una prominencia escultórica y un notable efecto dinámico. Está sentada en el trono con el torso girado hacia la izquierda, a diferencia de las piernas; entre las manos sostiene abierto el libro de la profecía, descansando sobre un cojín encima del lado izquierdo del trono. La expresión es dura y concentrada, parece luchar por descifrar el significado de las escrituras. También los dos amorcillos desnudos de pie detrás de ella tienen la mirada fija en el libro abierto. Otros libros y rollos se encuentran en una bolsa colgada sobre este mismo lado del trono.
Desde el punto de vista cromático las cálidas tonalidades naranjas de su manto están equilibradas por el azul de la túnica y el verde del libro, creando así una armonía cromática de gran efecto. En la cabeza lleva una cofia blanca.

## Otros proyectos
- Wikimedia Commons contiene imágenes y otros archivos sobre Sibilla Cumana

- Datos: Q3960003
- Multimedia: Sistine Chapel ceiling - Cumaean Sibyl / Q3960003